# Grégory Coupet
Grégory Coupet (* 31. Dezember 1972 in Le Puy-en-Velay, Département Haute-Loire) ist ein ehemaliger französischer Fußballspieler.

## Die Vereinskarriere
Coupet spielt auf der Position des Torhüters. Er begann seine Karriere im Erwachsenenbereich 1990 bei der AS Saint-Étienne, für die er 66 Erstligaspiele bestritt und die er nach deren Abstieg verließ. Seit 1996 stand er in den Reihen von Olympique Lyon, mit dem er siebenmal in Folge den Meistertitel gewann.
Nach der Europameisterschaft 2008 wollte er, der noch einen Vertrag bis 2010 besaß, seine Karriere im Ausland ausklingen lassen und wechselte nach Spanien zu Atlético Madrid. Nachdem er dort eine Saison lang Leo Franco nicht verdrängen konnte, kehrte er in die Ligue 1 zurück und trat bei Paris Saint-Germain 2009 die Nachfolge von Mickaël Landreau an. Nachdem Trainer Antoine Kombouaré ihm dort aber schon nach kurzer Zeit bei Ligaspielen Apoula Edel vorzog und Coupet fast nur noch in Pokalspielen einsetzte, erklärte der Torhüter nach PSGs Halbfinal-Aus im Ligapokal Mitte Januar 2011, dies sei sein letztes Spiel gewesen. Allerdings stand er dann Anfang Februar beim Pokal-Achtelfinalspiel beim FC Martigues sowie anschließend auch in Punktspielen doch wieder im Pariser Tor.

## Der Nationalspieler
Coupet gab sein Debüt in der französischen Nationalmannschaft am 1. Juni 2001 während des Konföderationen-Pokals. Seither stand er insgesamt 34-mal im Tor der Équipe Tricolore.
Sowohl bei der WM 2002 als auch bei der EM 2004 stand Coupet im Aufgebot Frankreichs, kam aber während beider Turniere nicht zum Einsatz. Auch bei der WM 2006 war Coupet erneut nur die Nummer 2. Beim Gewinn des Konföderationen-Pokals 2003 kam er zu zwei Einsätzen. Bei der EM-Endrunde 2008 gehörte er als Nr. 1 zum französischen Aufgebot. Die Franzosen schieden in der Gruppenphase aus und Coupet wurde bei drei Spielen eingesetzt.

## Persönliches
Coupet ist verheiratet und Vater zweier Kinder.

## Sonstiges
Im März 2016 wurde das Stadion in La Croix-Rousse, ein Vorort Lyons und Spielstätte des ansässigen Vereines Lyon Croix Rousse, in Stade Grégory Coupet umbenannt.

## Erfolge
- Konföderationen-Pokal-Sieger: 2001 (ein Einsatz), 2003 (zwei Einsätze)
- Französischer Meister: 2002, 2003, 2004, 2005, 2006, 2007, 2008
- Französischer Pokalsieger: 2008
- Supercup-Gewinner: 2002, 2003, 2004, 2005, 2006, 2007
- Ligapokalsieger: 2001
- UI-Cup-Sieger: 1997
- Torhüter des Jahres der Ligue 1: 2002/03, 2003/04, 2004/05, 2005/06
- Spieler des Monats der Ligue 1: September 2005